# مجدي بدر
ممثل مصري، كانت بدايته في منتصف التسعينيات من خلال التلفزيون حيث شارك في مسلسل (ساكن قصادي)، ومن بعدها توالت أعماله ما بين السينما والتلفزيون، من أبرز أعماله (سرايا عابدين، خاتم سليمان، الرفص على سلالم متحركة) وهو متزوج بالفنانة سامية عاطف

## تمثيل

### أفلام
| - خارج السيطرة:2021 - بيكيا: 2018 - الثمن:2016- شريف | - القشاش:2013- عاشور - الحرامي والعبيط:2013- د/طلعت - وبعد الطوفان:2012- والد رفيق الصبان | - عبده موتة:2012- ياسر الأشول - لمح البصر:2009- شاكرون - عمر وسلمى: 2 2009- فادى | - أنا مش معاهم:2007 - حوش إللي وقع منك:2007 - علمنى الحب:2005 | - خريف آدم:2002- حسان الي بيسبح في الشتاء - سفينة الحب والعذاب:1993 - زمن الجدعان:1991 - وكيل النيابه |

### مسلسلات
جعفر العمدة 2022
| - مليكة 2018 - الجماعة: (ج2)2017- محمد عبد الفتاح رزق شريف - لمعي القط:2017- والد خديجة - 30 يوم:2017- صادق - الخروج:2016 - سقوط حر:2016- دكتور مجدي - تحت السيطرة:2015 - ساحرة الجنوب:2015 - سرايا عابدين: (ج2) 2015- عليوة - ساحرة الجنوب 2:2015 - مكان في القصر:2014- هشام - ستائر الخوف:2014 - سرايا عابدين:2014 1. تحت الأرض (مسلسل) - العراف:2013- سعيد - جرى أيه يا عمر:2013 اذاعي - فيرتيجو:2012- كريم التميمي - نابليون والمحروسة:2012 - من شيوخ الأزهر - طيري يا طيارة:2012 - خطوط حمراء:2012- اسمه ( لعله ) رفيق حسام في السجن - الريان:2011 | - خاتم سليمان:2011- شريف رستم - آدم:2011- شوقي - تلك الليلة:2011 - أزمة سكر:2010- زياد مخرج وصديق ماجي - قضية صفية:2010- بدر - فؤش:2009 - سيت كوم - ليالي:2009- لؤي الكينج - علشان ماليش غيرك:2009 - كافيه تشينو:2008 - سيت كوم - أسمهان:2008- سالم - عيون و رماد:2007 - قلب امرأة:2007 - خليها على الله:2007 - ومضى العمر يا ولدي:2006 - ومضى عمري الأول:2006 - امرأة من الصعيد الجواني:2006 - العندليب حكاية شعب:2006- شمس بدران - عيون تائهة:2006 - أولاد الشوارع:2006- شوقي ..عامل الكوافير | - بنت بنوت:2006 - الحب موتا:2005 - المنصورية:2005 - العميل 1001:2005- وليد - قناديل البحر:2005 - كارنتينا:2005 - أحلام هند الخشاب:2004 - أوراق مصرية: (ج3) 2004 - بطة وأخواتها:2004 - المعمورة:2004 - القاهرة منفلوط والعكس:2004 - فريسكا:2004 - ذنوب الأبرياء:2003 - أمانة يا ليل:2003 - أين قلبي:2002- مدحت - خالف تعرف:2001 - الرقص على سلالم متحركة:2001 - تلال الغضب:2001 - حديث الصباح والمساء:2001- لبيب | - صيف ساخن جدا:2000 - الفجالة:2000 - عندما تثور النساء:2000 - السفينة والربان:2000 - مرات جوزي:2000 - احلام مؤجلة:2000 - هو وغيره:1999 - بدارة:1999 - دهب قشرة:1998 - أم العروسة:1998 - شباب رايق جدا:1998- لؤي عبد العليم شهبندر - القلب يخطيء أحيانا:1998- الصحفي شلبي - القنفد:1997 - ساكن قصادي: (ج1، 2) 1995، 1996 - أولاد الأصول:1995 - سر الأرض:1994 - يوميات ونيس: (ج1) 1994 - ع الأصل دور:1987 - صنايع صنايع |

### أخرى
| - شطة هندي:2017 - مسلسل اذاعي - الديزل:2017 - مسلسل اذاعي - مين معايا:2016 - مسلسل اذاعي - تورا بورا:2016 - مسلسل اذاعي - خدمات بالعافية:2002 - سهرة تليفزيونية- علاء - السطو بالذاكرة:2002 - سهرة تليفزيونية | - اللص والخروف:1999 - سهرة تليفزيونية- علاء - كارت دعوة:1999 - سهرة تليفزيونية - تهديد:1999 - فيلم قصير - انتظار:1998 - فيلم قصير - الحلو مايكملش:1997 - فوازير - تكسب يا خيشة:1994 - مسرحية | - ان فاتك الميري: سهرة تليفزيونية - معركة انتخابية في عش الزوجية: سهرة تليفزيونية - عيد ميلاد بعد الستين: سهرة تليفزيونية - دليل اثبات: سهرة تليفزيونية - بيت الأصول: سهرة تليفزيونية - حياتها الرائعة: سهرة تليفزيونية |

## روابط خارجية
- مجدي بدر على موقع الدهليز
- مجدي بدر على موقع قاعدة بيانات الأفلام العربية